# 1894 a sportban
1894 legfontosabb sporteseményei a következők voltak:

## Események

### Határozott dátumú események
- március 15. – május 26. – sakkvilágbajnoki párosmérkőzés Wilhelm Steinitz és Emanuel Lasker között, amelyen Lasker megszerezte a világbajnoki címet.
- Június 22. - Párizs–Rouen futam, az első automobil verseny.
- június 23. – Párizsban, Pierre de Coubertin báró kezdeményezésére – az ókori olimpiák felújítására –  megalakul a Nemzetközi Olimpiai Bizottság.

### Határozatlan dátumú események
- Az első hivatalos magyar országos teniszbajnokság Balatonfüreden. (A Stefánia Yacht Egylet által 1890 óta megtartott, országos bajnokságként kiírt rendezvények közül ez volt az első, amelyet később a szövetség hivatalos magyar bajnokságként ismert el. A július 16-án és 17-én megtartott versenyen férfiak és nők is indulhattak, a győzelmet Pálffy Paulina szerezte meg.)
- A Nemzetközi Evezős Szövetség (FISA) megrendezi a második Európa-bajnokságot. (Csak férfiak számára rendeztek versenyeket egypárevezős, kormányos négyes és nyolcas hajóegységekben, elsőként a kétpárevezős is helyet kapott.)[1]

## Születések
| Születés       | Név                  | Nemzetiség, sportág, eredmények                                                                      | Halálozás |
| -------------- | -------------------- | --- | --------- |
| ?              | Gérard de Courcelles | Le Mans-i 24 órás verseny győztes francia autóversenyző                                              | 1927      |
| január 1.      | Hack Miller          | World Series bajnok amerikai baseballjátékos                                                         | 1971      |
| január 12.     | Georges Carpentier   | világ- és Európa-bajnok francia ökölvívó                                                             | 1975      |
| január 15.     | Jacob Opdahl         | olimpiai bajnok és olimpiai ezüstérmes norvég tornász                                                | 1938      |
| január 18.     | Romain Bellenger     | francia kerékpáros                                                                                   | 1981      |
| január 23.     | Norm Slater          | olimpiai bajnok amerikai rögbijátékos                                                                | 1979      |
| február 8.     | Moose Goheen         | olimpiai ezüstérmes amerikai jégkorongozó, Jégkorong Hírességek Csarnoka-tag,                        | 1979      |
| február 10.    | Herb Pennock         | World Series bajnok amerikai baseballjátékos, National Baseball Hall of Fame and Museum tag          | 1948      |
| február 19.    | Geoffrey Holmes      | / kanadai-brit olimpiai bronzérmes jégkorongozó                                                      | 1964      |
| március 14.    | Ambrogio Levati      | olimpiai bajnok olasz tornász                                                                        | 1963      |
| március 18.    | Johan Anker Johansen | olimpiai ezüstérmes norvég tornász                                                                   | 1986      |
| március 19.    | Bill Wambsganss      | World Series bajnok amerikai baseballjátékos                                                         | 1985      |
| április 2.     | Jørgen Bjørnstad     | olimpiai ezüstérmes norvég tornász                                                                   | 1942      |
| április 4.     | Fred Lear            | amerikai baseballjátékos                                                                             | 1955      |
| április 22.    | Jake Pitler          | World Series bajnok amerikai baseballjátékos, edző                                                   | 1968      |
| május 18.      | Charlie Bell         | skót labdarúgócsatár, edző                                                                           | 1939      |
| május 18.      | Robert Benson        | olimpiai bajnok kanadai jégkorongozó                                                                 | 1965      |
| május 25.      | Joe Judge            | World Series bajnok amerikai baseballjátékos, edző                                                   | 1963      |
| június 1.      | Dušan Milošević      | szerb atléta, labdarúgó, olimpikon                                                                   | 1967      |
| június 10.     | Fred Hofmann         | World Series bajnok amerikai baseballjátékos                                                         | 1964      |
| június 13.     | Francis Pélissier    | francia országúti-kerékpáros                                                                         | 1959      |
| június 24.     | Louis Henin          | olimpiai bronzérmes belga tornász                                                                    | ?         |
| június 27.     | Red Bluhm            | amerikai baseballjátékos                                                                             | 1952      |
| július 5.      | Hod Eller            | World Series bajnok amerikai baseballjátékos                                                         | 1961      |
| július 6.      | Edmund Lindmark      | olimpiai bajnok svéd tornász, műugró                                                                 | 1968      |
| július 9.      | Nedo Nadi            | olimpiai bajnok olasz vívó                                                                           | 1940      |
| július 25.     | Otto Johannessen     | olimpiai ezüstérmes norvég tornász                                                                   | 1962      |
| július 30.     | Bill Cunningham      | World Series bajnok amerikai baseballjátékos                                                         | 1953      |
| augusztus 1.   | Ottavio Bottecchia   | Tour de France-győztes olasz kerékpáros                                                              | 1927      |
| augusztus 14.  | Fernando Bonatti     | olimpiai bajnok olasz tornász                                                                        | 1967      |
| augusztus 14.  | Frank Nied           | amerikai amerikai futball edző és csapattulajdonos, a National Football League (NFL) egyik alapítója | 1969      |
| augusztus 25.  | Nick Winter          | olimpiai bajnok ausztrál hármasugró atléta                                                           | 1955      |
| augusztus 26.  | Fernando Bonatti     | olimpiai bajnok olasz tornász                                                                        | 1974      |
| szeptember 2.  | Walter Byron         | olimpiai bajnok kanadai jégkorongozó                                                                 | 1971      |
| szeptember 7.  | Vic Richardson       | ausztrál krikett játékos                                                                             | 1969      |
| szeptember 9.  | Bert Oldfield        | ausztrál krikett játékos                                                                             | 1976      |
| szeptember 15. | Hugo Helsten         | olimpiai bajnok dán tornász                                                                          | 1978      |
| október 1.     | Duster Mails         | World Series bajnok amerikai baseballjátékos                                                         | 1974      |
| október 5.     | Bevil Rudd           | olimpiai bajnok dél-afrikai atléta                                                                   | 1948      |
| október 13.    | Swede Risberg        | World Series bajnok amerikai baseballjátékos                                                         | 1975      |
| november 1.    | Michele Mastromarino | olimpiai bajnok olasz tornász                                                                        | 1986      |
| november 15.   | Harold Greenwood     | / Európa-bajnoki bronzérmes kanadai-brit jégkorongozó, olimpikon                                     | 1978      |
| november 18.   | Kertész Géza         | magyar válogatott labdarúgó, csatár, edző                                                            | 1945      |
| november 26.   | Peder Marcussen      | olimpiai bajnok dán tornász                                                                          | 1972      |
| december 24.   | Johannes Hengeveld   | olimpiai ezüstérmes holland kötélhúzó                                                                | 1961      |

## Halálozások
| Halálozás     | Név               | Nemzetiség, sportág, eredmények                                                      | Születés |
| ------------- | ----------------- | ------------------------------------------------------------------------------------ | -------- |
| március 3.    | Ned Williamson    | amerikai baseballjátékos                                                             | 1857     |
| április 29.   | Sparrow McCaffrey | amerikai baseballjátékos                                                             | 1868     |
| augusztus 25. | Yank Robinson     | amerikai baseballjátékos                                                             | 1859     |
| október 16.   | Ed Conley         | amerikai baseballjátékos                                                             | 1864     |
| november 2.   | Alamazoo Jennings | amerikai baseballjátékos                                                             | 1850     |
| november 8.   | King Kelly        | amerikai baseballjátékos és menedzser, National Baseball Hall of Fame and Museum tag | 1857     |